# 브렌트퍼드

## 소개
브렌트(Brentford)는 영국 런던 서부에 있는 교외 마을로 런던 하운즐로 자치구에 속해 있다. 브렌트 크로스역과 템즈 강이 합류하는 지점에 있으며, 채링 크로스에서 서쪽으로 8마일(13km) 떨어져 있다.
영국의 실리콘 벨리라고 불리는 M4 corridor의 시작을 알리는 다양한 회사 본사 건물이 있으며, 교통편으로는 두 개의 기차역과 한웰과의 북서쪽 경계에 있는 보스턴 매너 지하철 역이 있다. 브렌트포드의 중심부에는 편리한 쇼핑과 식당이 밀집된 거리를 형성하고 있다. 21세기 초, 브렌트포드는 거의 사용되지 않던 창고 건물과 부두를 재생하기 위해 해안가를 리모델링하는 등 경제적으로 활발한 상점, 타운하우스, 아파트가 들어섰으며, 그중 일부는 브렌트포드 부두가 있다. 19세기와 20세기의 사회주택과 개인주택이 혼합된 지역이다: 뉴 브렌트포드는 아일즐워스와 시온 공원의 오스터리 지역과 대부분의 대형 비즈니스 건물이 있는 그레이트 웨스트 로드와 인접하고 있다.

## 역사

### 지명학
이 이름은 705년 앵글로색슨 헌장에 브레건트포드로 기록되어 있으며 '브렌트 강 위의 숲'이라는 뜻이다.
이 강의 이름은 브라이튼어로 "높은" 또는 "높은"(아마도 신성한 의미에서)을 뜻하는 *brigant-에서 유래했다. 이 강은 브리건티아 여신과도 관련이 있었을 것이다. 접미사 '-포드'는 고대영어이다. 포드는 주요 도로가 강을 가로지르는 곳에 위치했을 가능성이 높다. 뉴 브렌트퍼드는 1521년 뉴 브레인퍼드로 기록되었으며 이전에는 웨스트브레인포드로 알려졌다. 올드 브렌트퍼드는 1476년 올드 브레인포드로 기록되었으며 이전에는 에스트브레인포드로 알려졌다.

### 초기 브렌트퍼드
이 정착지는 로마가 영국을 점령하기 전의 것으로, 인근 런던을 건국하기 전의 것이다. '올드 잉글랜드'로 알려진 브렌트퍼드 지역과 그 주변에서 많은 로마 이전 유물이 발굴되었다. 청동기 시대 도자기와 불에 탄 부싯돌이 브렌트퍼드의 별도 유적지에서 발견되었다. 유물의 품질과 양은 브렌트포드가 로마 이전 부족들의 만남의 장소였음을 시사한다. 기원전 100년경에 제작된 잘 알려진 철기 시대 유물 중 하나인 서기 50년경에는 현재 런던 박물관이 소장하고 있는 지역 골동품 전문가 토마스 레이튼의 컬렉션의 일부인 의식용 전차 피팅인 브렌트퍼드 뿔 모자이 있다. 이 유물에 대한 켈트족 매듭 패턴('브렌트퍼드 매듭')은 현대 보석에 사용하기 위해 복사되었다.
아마추어 지역 역사와 카운티 법원 외부의 비문에 따르면 율리우스 카이사르가 기원전 54년 영국을 침공했을 때 템즈강을 건너 근처에서 카시벨라우누스와 전투를 벌였다고 주장한다. 카이사르는 이곳이 날카로운 말뚝으로 요새화되었다고 설명한다. 20세기 초 브렌트퍼드 선착장에서 강변의 날카로운 말뚝이 발견된 것은 몬타구 샤프가 요새화된 건널목 부지와 시저의 전투의 증거로 삼았다. 말뚝은 하천 교통에 대한 위험으로 제거되었으며 샤프의 주장은 추가 발굴에 의해 뒷받침되지 않는다.
역사적으로 미들섹스의 일부였던 엘손 헌드레드의 남동쪽 구석에 위치한 이 도시는 1965년부터 그레이터 런던의 일부를 형성했다.

### 첫 번째 영국 내전
참조 : 브렌트퍼드 전투
1642년 11월, 런던으로 진격하는 왕당파 군대가 브렌트포드 전투에서 훨씬 적은 수의 의회군을 물리쳤다. 전투 직후 마을은 약탈당했다.

### 지역 박람회
지역 마을 박람회인 브렌트퍼드 페스티벌은 1900년부터 매년 9월 브렌트퍼드에서 개최되고 있습니다.

### 브렌트포드 부두
주요 기사: 브렌트퍼드 부두

브렌트포드 선착장은 1855년에 착공되어 1859년에 공식적으로 개장했습니다. 선착장은 현재 마리나와 주택 단지로 사용되고 있습니다.

## 인구 통계 및 주택
| 지역            | 인구수 | 가구수 | 남성비율 | 여성비율 |
| --------------- | ------ | ------ | -------- | -------- |
| 브렌트퍼드 동부 | 8,700  | 3,600  | 52.5%    | 47.5%    |
| 브렌트퍼드 서부 | 7,900  | 3,400  | 51.1%    | 48.9%    |

## 랜드마크

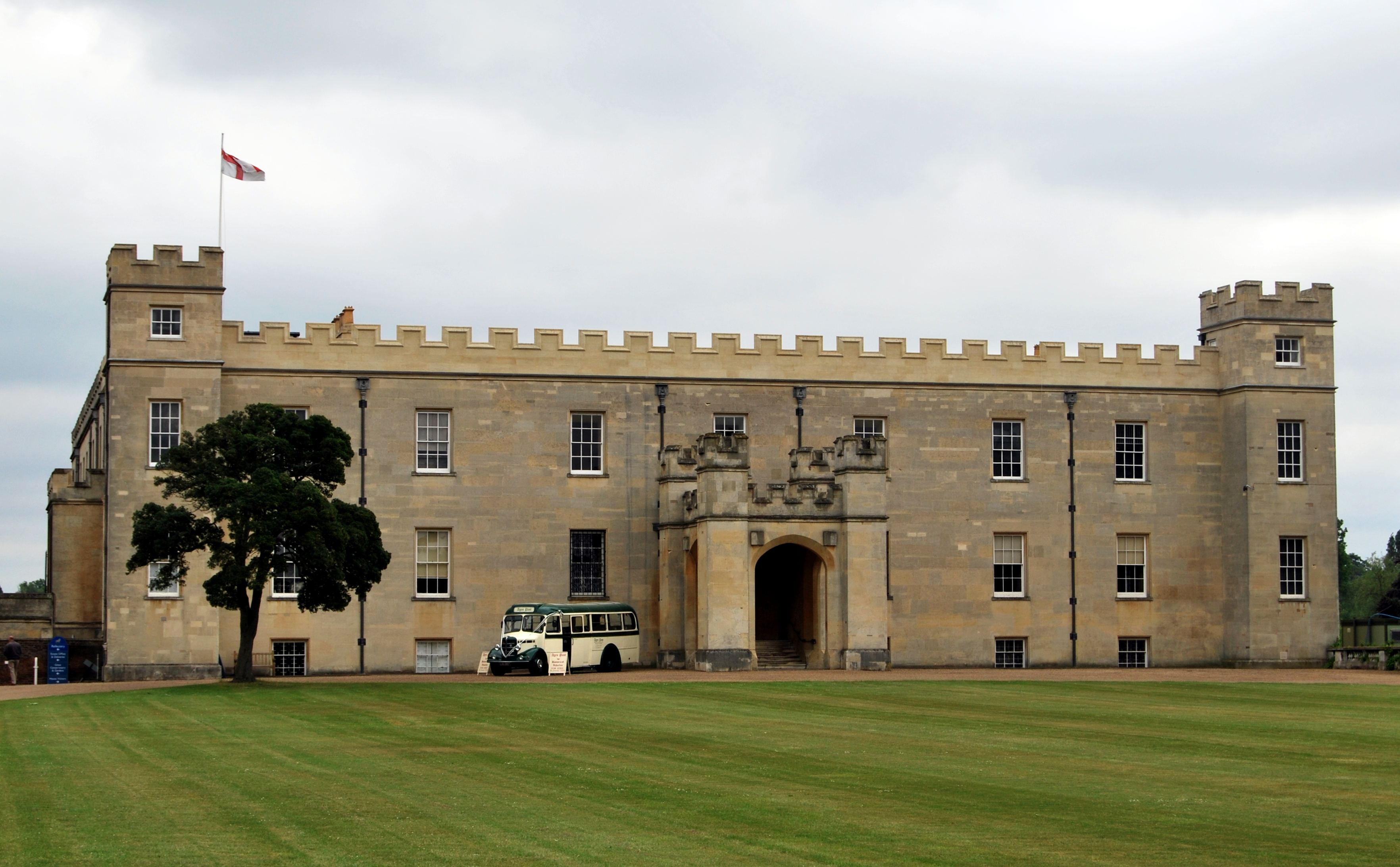
시온 하우스

### 시온 부지
시온 하우스는 노섬벌랜드 공작의 그레이터런던 거주지로, 시온 구역에 있는 대형 저택이자 공원이다. 계절에 따라 습지가 되는 땅 중에 일부는 현재 공공 자연 보호 구역이다. 이 부지에는 호텔, 방문자 구역, 정원 구역이 있다.
철거되어 새로운 저택으로 대체된 시온 수도원 구역에는 중세 시대에 영국에서 가장 큰 수도권 교회가 있었다.
시온 공원에 있는 런던 버터플라이 하우스라는 대형 유리 온실 곤충 사육장이 있다. 방문객들은 나비와 나방이 날아다니고, 먹이를 먹고, 번데기에서 나오는 것을 관찰할 수 있다. 또한  큰 개미 군집, 작은 열대 조류 사육장, 파충류, 양서류, 곤충, 거미를 볼 수 있는 작은 갤러리도 있었다. 현재 부지의 임대는 2007년 10월에 만료되었고, 버터플라이 하우스는 10월 28일에 문을 닫았다.

### 브랜트퍼드 기념비

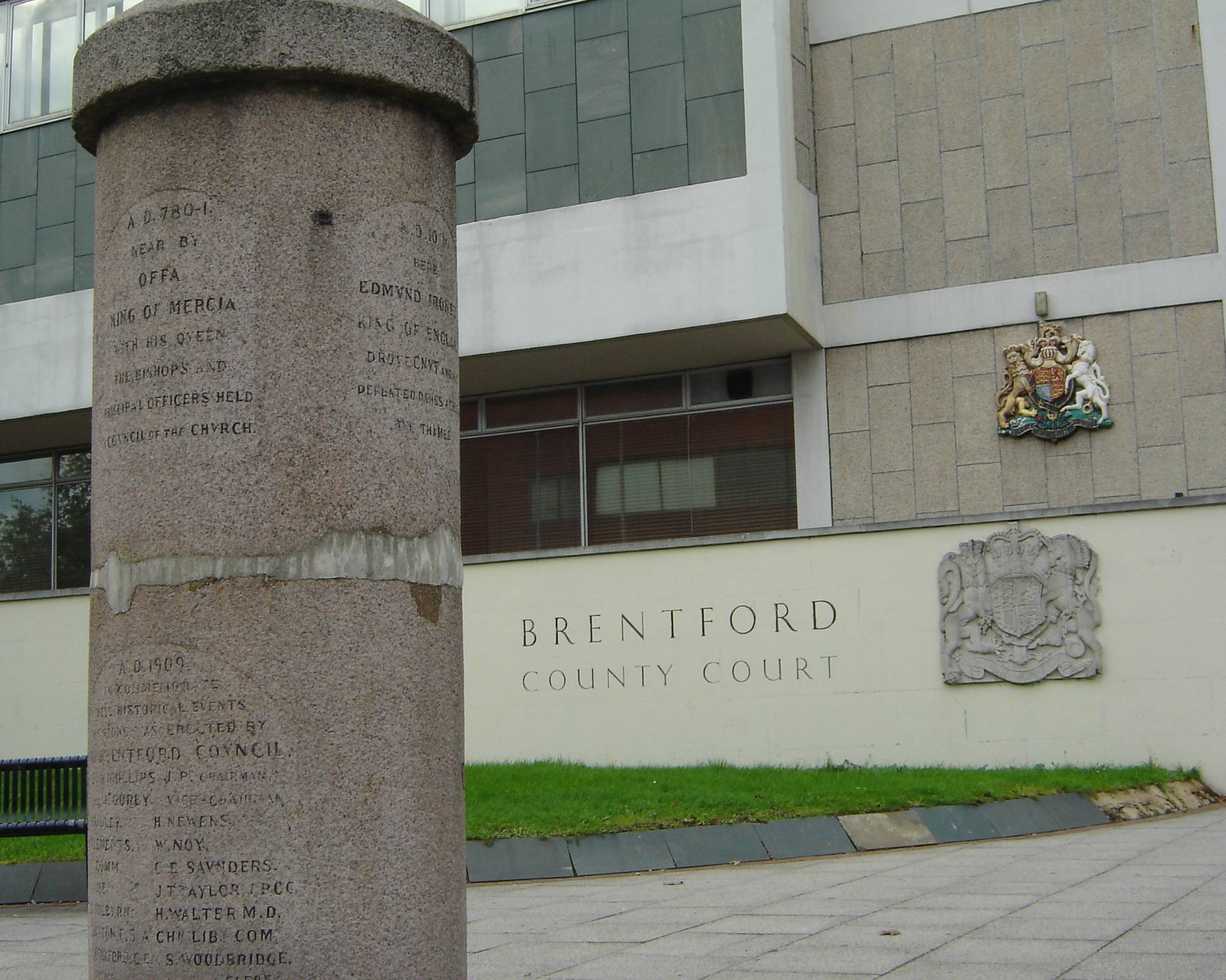
마을 역사상 네 가지 주요 사건을 기념하는 브렌트포드 카운티 법원 밖에 있는 기념비

브렌트포드 카운티 법원 외부에 있는 기념비로, 마을 역사상 4가지 주요 사건을 기념한다.
1909년에 그랜드 유니언 운하 위의 오래된 브렌트포드 다리에 램프를 지탱하던 두 개의 돌기둥으로 기념비를 만들었다. 이 기념비는 원래 페리 레인 끝에 있었다. 배에서 내린 석탄으로 뒤덮인 후, 1955년에 더 위쪽으로 옮겨졌다. 1992년에 카운티 법원 외부의 브렌트포드 하이 스트리트와 알렉산드라 로드가 만나는 지점에 있는 현재 위치로 다시 옮겨졌다. 이 기념비는 아래의 브렌트포드 역사상 4가지 주요 사건을 기념한다.
기원전 54년 율리우스 카이사르가 템스 강을 건넌 것, 781년 머시아의 오파 왕이 브렌트포드 의회를 열었던 것, 1016년 첫 번째 브렌트포드 전투에서 에드먼드 아이언사이드 왕이 크누트 왕을 물리친 것, 1642년 두 번째 브렌트포드 전투.

### 세인트 폴 교회

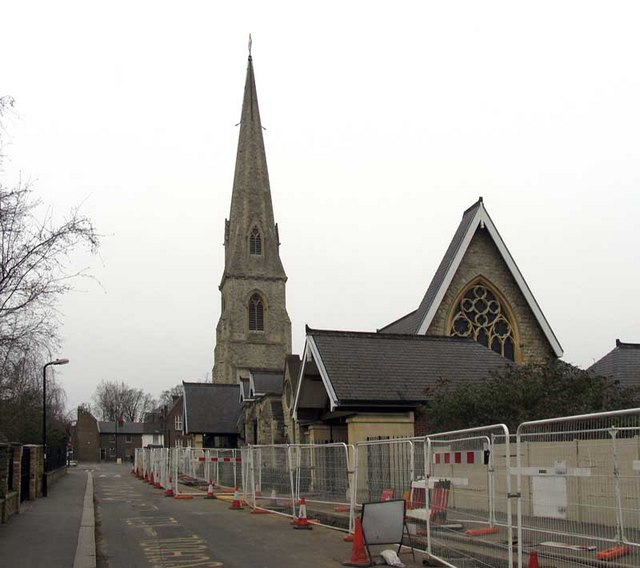
세인트 폴, 세인트 폴 스트리트, 브렌트포드

1868년 켄트 래그스톤으로 지어진 세인트 폴 교회는 브렌트포드의 현재 두 성공회 교구 교회 중 하나이며, 독특한 랜드마크이다. 첨탑이 선명하게 보인다. 건축가는 H. 프랜시스였고, 제임스 몽고메리는 주요 가입자이자 건축 위원회 위원장이었다.
1959년과 1961년에 인근 세인트 조지와 세인트 로렌스 교회의 교구가 세인트 폴과 통합되었다.
교회 내부에는 지역 예술가 요한 조파니가 그린 그리스도의 최후의 만찬이라는 그림이 있다.
원래는 큐의 세인트 앤 교회에 설치할 예정이었지만, 지역 주민들이 반대하여 1887년에 대신 세인트 조지 교회에 설치되었다. 1959년에 그 교회가 문을 닫았을 때, 그 그림은 현재 위치인 세인트 폴 교회로 옮겨졌다.

### 세인트 로렌스 교회

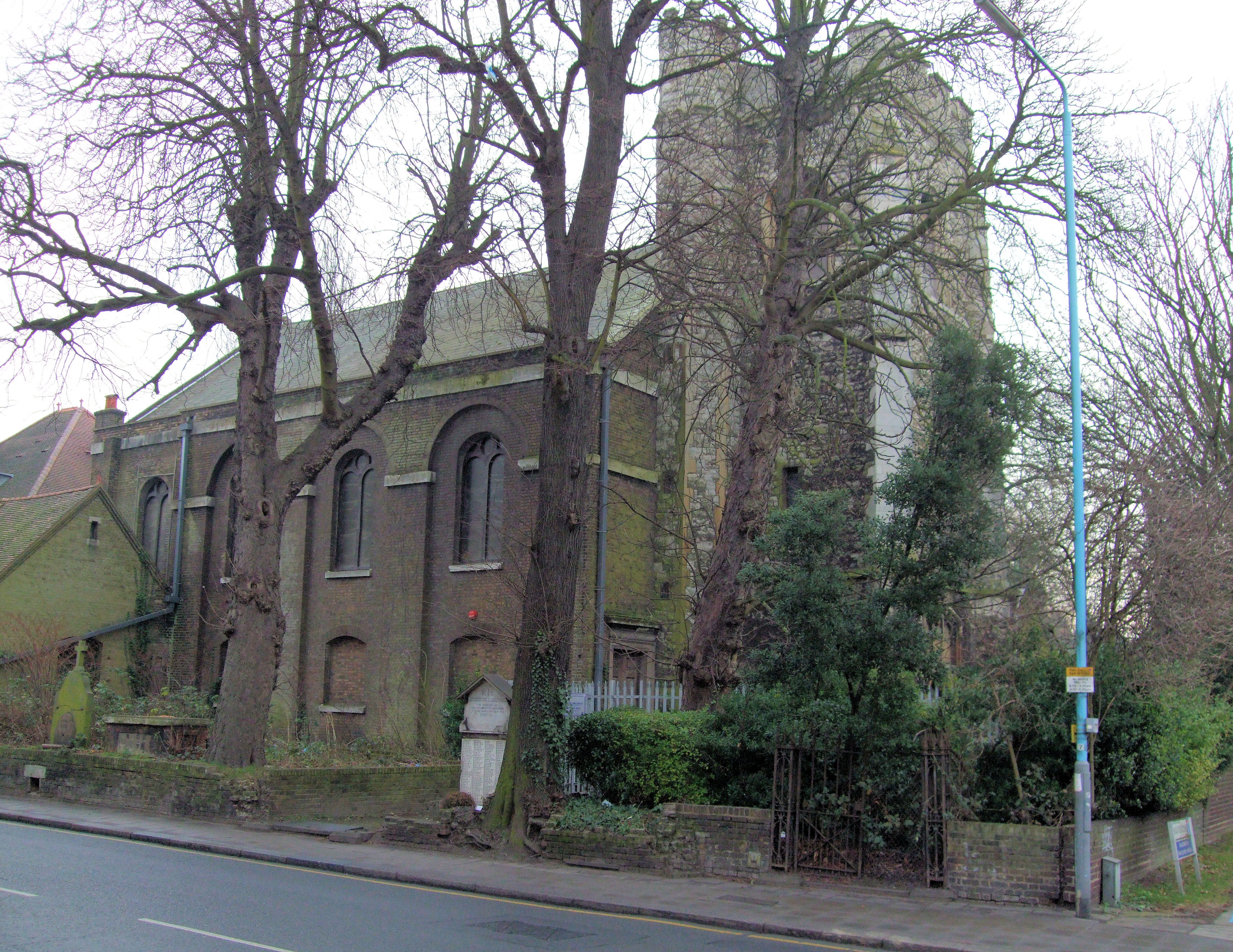
세인트 로렌스 교회, 브렌트포드, 런던

12세기부터 브렌트포드의 옛 세인트 로렌스 교구 교회 자리에 교회가 있었지만, 이 교회의 탑은 15세기부터 시작되었으며 나머지 교회는 1764년 벽돌로 재건되었다. 
교회에는 원래 교회에 묻힌 1189년 모리스 드 버클리에 헌정된 기념물을 포함하여 여러 흥미로운 기념물이 있었다. 1961년에 교회가 폐쇄되고 기념물이 철거되었으며 교구는 세인트 폴 교회와 통합되었다.
교회는 현재 반세기 이상 버려진 상태에 있지만 여전히 묘지에는 휴 로널드와 그의 가족이 묻혀 있는 로널드 금고가 남아 있다.
2009년 브렌트포드 도서관으로 이전하기 전까지는 전쟁 기념관이 교회 밖에 있었다.

### 전도사 성 요한 교회
1866년에 문을 연 이 교회는 아일랜드 철도 건설 노동자들을 위해 잭맨이라는 건축가가 지었다.

### 세인트 조지 교회
1762년 이 부지의 저명한 주민 57명으로부터 모금된 헌납물로 비보복 예배당이 지어졌으며, 이전에는 교구가 일링의 일부였다. 낡은 예배당은 1886년에 철거되었고 결국 A. W. 블롬필드가 설계한 현재의 건물로 대체되었다. 조파니의 최후의 만찬 그림은 새 교회로 이전되었다. 1959년에 문을 닫은 후 1963년부터 박물관이 새 건물로 이전할 때까지 박물관의 본거지로 사용되었다. 현재 (2017년) 아파트로 개조되고 있다.

### 주변부

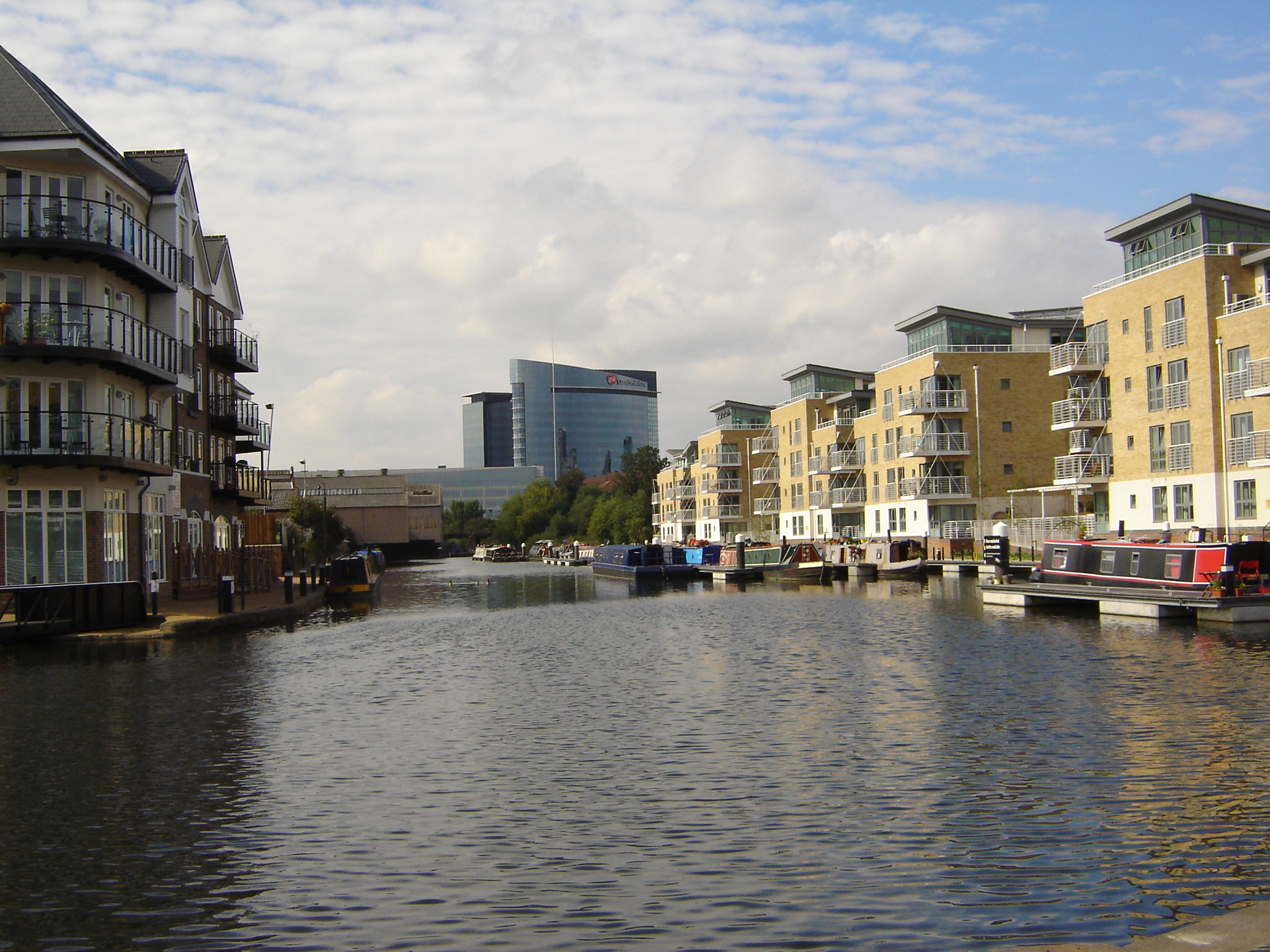
새로운 개발이 적용된 브렌트포드 락 풀과 GSK 빌딩을 배경으로 한 건물

거너스버리 파크 박물관은 프랑스, 독일, 네덜란드, 영국, 북미 전역에서 문화적, 재정적으로 두각을 나타냈던 로스차일드 가문의 유물과 옛 가구를 소장하고 있는 거너스버리 하우스(치스윅 북서쪽)에 위치해 있다.
큐 왕립식물원은 마을 위에 우뚝 솟은 고층 건물과 중간층 건물이 흩어져 있는 모습에서 볼 수 있다.
위어 공공 주택(구 '백마')은 화가 조지프 말로드 윌리엄 터너가 10살 때 1년 동안 살았던 곳이다. 그는 그곳에서 살면서 그림에 관심을 갖기 시작한 것으로 알려져 있습니다. 나중에 그는 아이즐워스와 트위크넘에 살았다.

### 브렌트퍼드 부두
브렌트포드 부두는 영국 대서부 철도의 화물 터미널로 단일 용도로 사용되었으며 확장을 설계했다. 이점바드 킹덤 브루넬이 설계했으며 1855년에서 1859년 사이에 템즈강과 브렌트강이 합류하는 지점에 지어졌으며, 그 일부는 제임스 몽곰리의 몽곰리 부두였다. 템즈강의 라이터와 바지선에서 서부의 GWR이 운행하는 목적지까지 화물을 쉽게 운송할 수 있도록 사우스올의 GWR에서 브렌트포드 부두 기차역까지 고속도로가 건설되었다.부두는 1970년대 초부터 주거용 숙박시설로 재개발되었으며 산업 고고학은 거의 남아 있지 않다. 그러나 도크 로드에는 여전히 원래의 코블스톤이 남아 있으며 브루넬의 광궤 '교량 구간' 레일의 예를 볼 수 있다.
브렌트포드 부두 플랫(원래 티버 에스테이트로 명명됨)은 브렌트포드가 원래 그랜드 정션 운하였던 그랜드 유니온 운하의 종착역이기 때문에 이전에 중요한 교통 인프라와 함께 건설되었다. 이 수로는 여전히 그랜드 유니온 운하의 일부로 레저 교통에 사용되고 있다.

### 그밖에

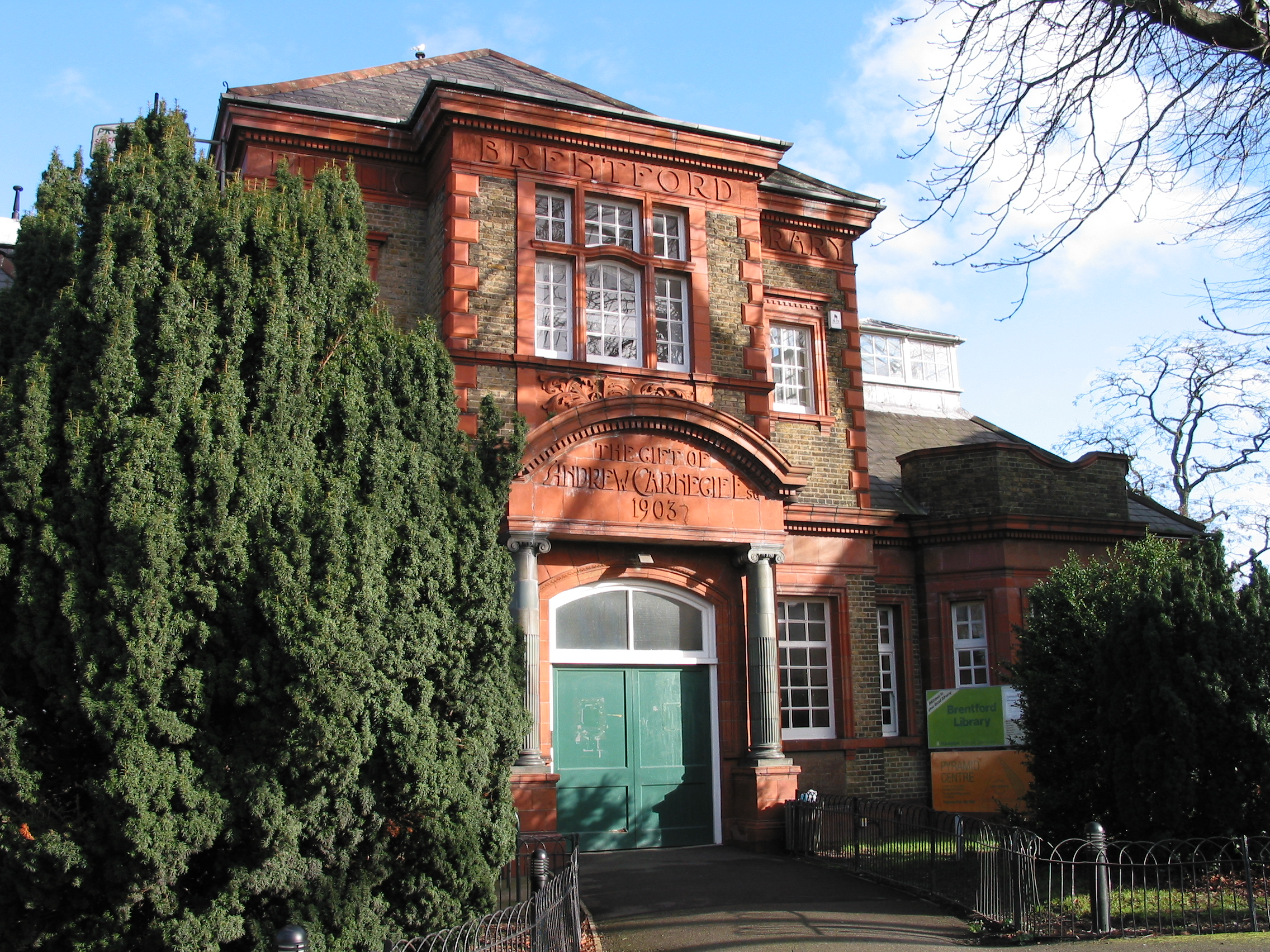
브렌트퍼드 도서관

브렌트퍼드 도서관은 런던 브렌트포드 보스턴 매너 로드에 있는 2등급 건물이다.
도서관 밖에는 브렌트포드 전쟁 기념관이 있으며, 세 개의 작은 전쟁 기념관이 있다. 로버트 랭킨과 자치구의 글쓰기 관계를 기리는 짐 풀리의 벤치도 있다.
건축가 노웰 파의 브렌트포드 배스(1896)는 빅토리아 시대 후기 건축의 2등급 사례이기도 하다.
런던 물과 증기 박물관에는 세계에서 가장 큰 작동 빔 엔진이 있으며, 좁은 직육면체 타워는 런던의 상징이다.
뮤지컬 박물관에는 자동 피아노와 윌리처 오르간과 같은 다양한 기계식 악기 컬렉션이 있다.

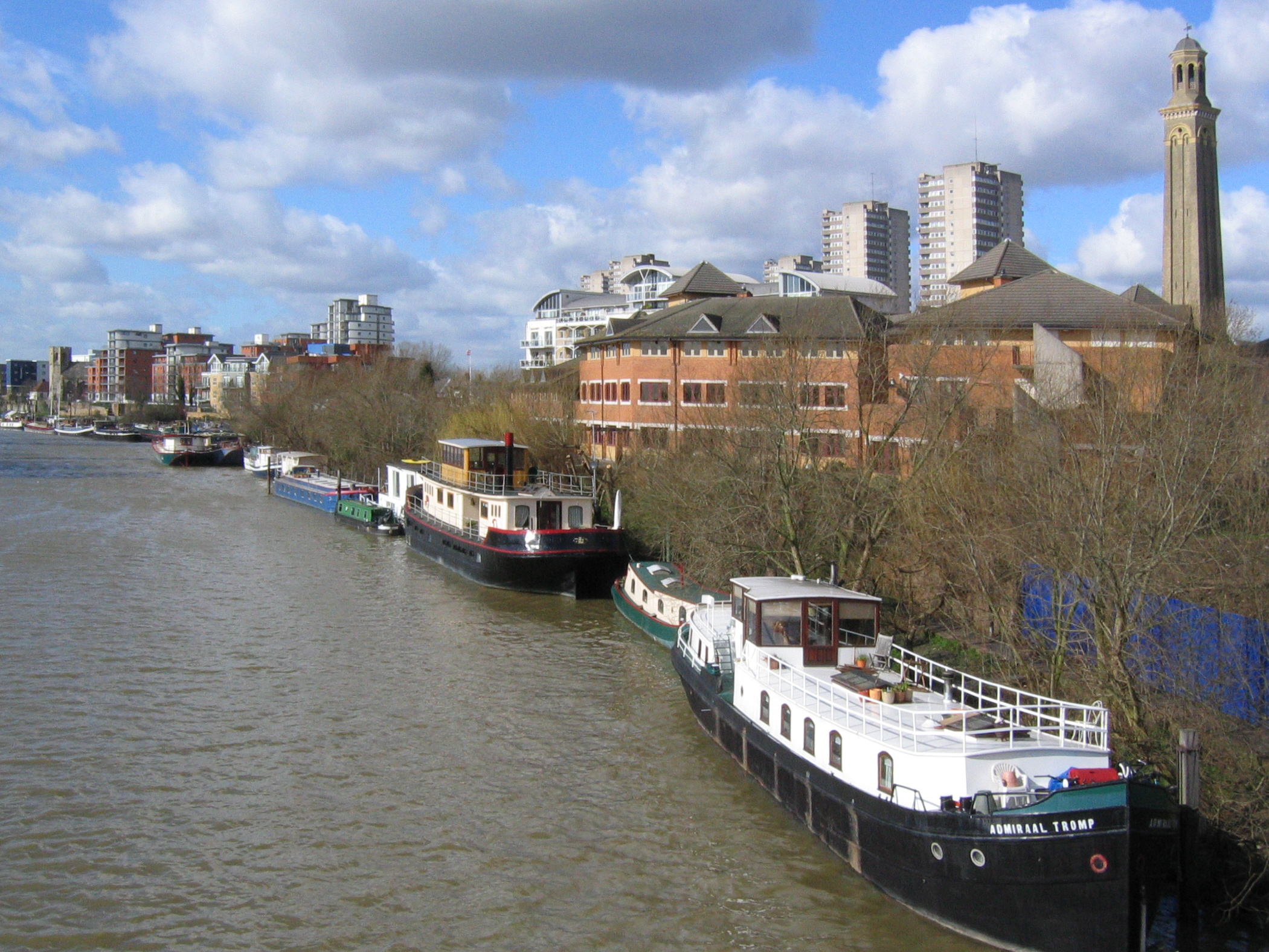
큐 브리지에서 브렌트포드의 템즈강에 있는 하우스보트

조지아 광장이자 관련 보존 구역인 버츠 에스테이트에는 1680년으로 거슬러 올라가는 2등급 건물이 여러 개 있다. 버츠에는 18세기 후반의 2등급 건물인 세인트 메리 수녀원이 있으며, 현재 수녀원이자 주거용 요양원인 메리빌 케어 홈이 있다.

## 교통
가장 가까운 런던 지하철역 : 
- 노스필드(Northfields)
- 보스턴 매너(Boston Manor)
- 사우스 일링(South Ealing)
- 건너스버리(Gunnersbury)

가장 가까운 기차역 : 
- 브렌트포드 기차역
- 큐 브릿지 기차역
- 시온 레인 기차역

## 스포츠
프리미어리그 소속 브렌트퍼드 FC 구단의 연고지이다.
1889년에 브렌트퍼드 로잉 클럽의 회원들이 창단했으며, 현재 프리미어리그에 소속된 팀이다. 이웃 팀이라고 할 수 있는 풀럼 FC와 오래된 라이벌 관계를 유지 중이다.
1904년에 사용해 2020년까지 그리핀 파크를 홈 구장으로 사용하다가, 현재는 2020년에 새로 지어진 지테크 커뮤니티 스타디움을  홈 구장으로 사용하고 있다.

## 문학에서
'브렌트포드의 두 왕처럼'이라는 문구는 이제 좋은 친구가 된 옛 적들을 나타냅니다:
조지 빌리어스의 연극 리허설(1672)
윌리엄 카우퍼의 시 '소파'
마이클 스콧의 소설 톰 크링글의 통나무.

## 참고문헌
1. ↑  Gover, J. E. B. (John Eric Bruce) (1922). 《The place names of Middlesex (inclucing those parts of the county of London formerly contained within the boundaries of the old county)》. London, New York [etc.] Longmans, Green and Co.
2. ↑  D., Mills (2000). 《Oxford Dictionary of London Place Names》. Oxford.
3. ↑  “투어 1: 골동품 수집가 및 딜러”. 2011년 5월 27일에 원본 문서에서 보존된 문서. 2024년 10월 7일에 확인함.
4. 1 2  “브렌트포드의 청동 전차 피팅”. 2007년 3월 12일에 원본 문서에서 보존된 문서. 2024년 10월 7일에 확인함.
5. ↑  “토마스 레이튼 컬렉션, 브렌트포드 기념비에 새겨진 글”. 2012년 9월 14일. 2012년 9월 14일에 원본 문서에서 보존된 문서. 2024년 10월 7일에 확인함.
6. ↑  Trevor, Royle (2004). 《남북 전쟁: 1638-1660년 삼국 전쟁》.
7. ↑  “Brentford Monument c1910 - 1915”. 2024년 10월 11일에 확인함.
8. ↑  Ronalds, B.F. (2018). 《The Montgomrey Family of Brentford: Timber Merchants and Benefactors브렌트포드의 몽고므리 가족: 목재 상인 및 후원자》 16판. London's Industrial Archaeology. 57-69쪽.
9. ↑  British History. “Churches: Brentford”. 《Churches: Brentford》. 2015년 2월 2일에 확인함.
10. ↑  Brentford local website. “Johann Zoffany”. 2015년 2월 2일에 확인함.
11. ↑  “The London Encyclopaedia” (영어). 2024년 5월 20일: 750p.
12. ↑  “Brentford (Middlesex) - A town to remember - 브렌트포드 부두의 역사 HISTORY OF THE DOCKS - BRENTFORD”. 2008년 7월 5일. 2008년 7월 5일에 원본 문서에서 보존된 문서. 2024년 10월 15일에 확인함.
13. ↑  “BRENTFORD PUBLIC LIBRARY, Non Civil Parish - 1334382 | Historic England” (영어). 2024년 10월 11일에 확인함.
14. ↑  “Men of Brentford” (영어). 2024년 10월 11일에 확인함.
15. ↑  “Roll of Honour - Middlesex - Brentford, Gas, Light and Coke Company”. 2024년 10월 11일에 확인함.
16. ↑  “West Brentford War Memorial Following Restoration”. 2024년 10월 11일에 확인함.
17. ↑  “The Brentford Trilogy” (영어). 2024년 7월 30일.
18. ↑  “The Task: Book I. -- The Sofa by William Cowper”. 2024년 10월 29일에 확인함.
19. ↑  “Tom Cringle's Log, by Michael Scott”. 2024년 10월 29일에 확인함.